# Ratpenat cuallarg de Temminck
El ratpenat cuallarg de Temminck (Molossops temminckii) és una espècie de ratpenat de la família dels molòssids.

## Distribució i hàbitat
El ratpenat cuallarg de Temminck viu a una gran varietat d'hàbitats repartits per diverses regions geogràfiques. Principalment viuen a les selves i boscos de l'Amazones, sovint prop dels límits dels boscos i entre arbres dispersos de les sabanes i praderies. També poden viure en ambients secs. Aquesta espècie cerca refugi a grans varietat de llocs, entre els quals es troben coves, esquerdes a les roques, cavitats als arbres, sota l'escorça, entre les arrels, entre el follatge i, fins i tot, en caus a terra. Sovint també viuen en estructures fetes per l'home, trobant el camí per arribar als àtics i espais oberts a les zones on viu l'ésser humà i refugiant-se a sostres fets de troncs de palmera superposats. Poden viure en alçades des del nivell del mar, prop de l'oceà atlàntic, fins a 1000 metres a la base dels Andes.
Viu gairebé exclusivament a la regió neotropical, on es troba a gairebé tots els països de Sud-amèrica. Viu a l'Argentina, Guaiana, Bolívia, el Brasil, Colòmbia, el Paraguai, el Perú, l'Equador, Uruguai i Veneçuela.

## Descripció
Aquesta espècie de ratpenat és la més petita del seu gènere i podria ser també la més petita del Paraguai, amb una longitud mitjana de 33 mm. Els seus cranis són amples i aplanats dorsoventralment (de darrere cap al front). Tenen ulls petits i les seves orelles no estan unides al centre del crani i generalment són curtes i estan en posició erecte. El seu trague és curt o triangular, mentre que l'antitrague és quadrat i ample. La seva fórmula dental és: {\displaystyle {\tfrac {1/1-2,1-1,1-2/2,3/3}{1/1-2,1-1,1-2/2,3/3}}\times 2=26-30}.
Com altres microquiròpters, tenen una envergadura relativament curta de 0,222 m +/- 0,004 m en el cas dels mascles i 0,221 m +/- 0,004 m en les femelles. Malgrat la seva mida petita, estan ben adaptats pel vol. Un anell de cartílag llisca al llarg de les vèrtebres de la cua, per estirar i retreure la membrana de la cua, fet que li proporciona una gran maniobrabilitat en ple vol. Tenen un pelatge relativament llarga, amb pels que s'estenen més enllà de les urpes dels peus. El costat dorsal varia en color des del marró fosc, amb la base dels pèls de color groguenc amb membranes negres, al marró sorrenc, amb base de color blanquinós i membranes clares. El pelatge en la part ventral és generalment de color més clar. En entorns àrids, el color general del seu pelatge és també més clar. Aquesta espècie presenta dimorfisme sexual, sent els mascles prop d'un 5% més grans i més robustos que les femelles. Els mascles posseeixen una glàndula odorífera, que utilitzen per marcar els membres de la seva colònia amb una olor característica, mentre que en les femelles aquesta glàndula sol ser rudimentària o absent.

## Comportament
Són animals nocturns i socials que generalment s'alimenten en grans grups, per aprofitar les grans extensions d'insectes. Són ratpenats que van volant alhora que fan servir l'ecolocalització per trobar preses. Generalment volen a uns 4 metres o més per sobre del terra.
Aquests ratpenats tendeixen a cercar els seus refugis prop de les fonts d'aliments per reduir els desplaçaments llargs. Fan servir les marques odoríferes per reconèixer els membres de la colònia.

## Reproducció
Es creu que aquests ratpenats són polígons, podent-se aparellar un mascles amb més d'una femella durant la mateixa temporada de cria.
Els patrons d'aparellament del ratpenat cuallarg de Temminck sembla que varien en funció de l'entorn. L'aparellament comencen al juliol al sud-est del Brasil, mentre que al Paraguai comencen entre finals d'agost i principis de setembre. Durant l'embaràs i la lactància, les femelles viuen generalment en colònies maternals separades dels mascles adults. El període de gestació té una durada que varia entre 2 i 3 meses, després del qual les femelles donen a llum una única cria per any amb un pes al voltant del 20 o 30% del pes dels pares, tot i que ocasionalment es poden donar casos de bessonades. L'alletament té lloc durant les 5 o 6 primeres setmanes de vida de la cria.

## Subespècies
- Molossops temminckii griseiventer
- Molossops temminckii sylvia
- Molossops temminckii temminckii